# ويندسور تي وايت
ويندسور تي وايت (بالإنجليزية: Windsor T. White)‏ هو شخصية أعمال أمريكي، ولد في 28 أغسطس 1866، وتوفي في 9 أبريل 1958.